# One Price Coffee
One Price Coffee — федеральная сеть кофеен, основанная Сергеем Румянцевым в 2018 году в Москве. Известна продажей напитков по определённым установленным ценам.

## Описание
Особенностью заведений сети является фиксированная цена, зависящая не от сложности приготовления напитка, а от его объёма, которых всего четыре: 200 мл, 300 мл, 400 мл и 600 мл. Также у One Price Coffee есть программа лояльности «One Family», в рамках которой клиенту доступна возможность накопления и последующего обмена бонусов — «прайсов» — на продукцию кофеен.
Зёрна сорта 100% бразильской арабики для приготовления кофейных напитков, по данным E1.ru, закупаются в бразильском штате Минас-Жерайс, а обжариваются на собственном обжарочном предприятии «Завод кофе».

## История

### One Bucks Coffee
В 2016 году Сергей Румянцев вместе с Алексеем Дмитриевым, Денисом Киселёвым и Евгением Прохоровым основал инвестиционный фонд S&P Capital. В этом же году в фонд обращается ставропольский предприниматель Игорь Емельянов, желавший организовать собственную обжарку. Однако Сергей, заинтересованный идеей кофейни с фиксированными ценами, предложил Емельянову стать операционным директором нового проекта. Так 10 октября 2016 года состоялось открытие первой кофейни сети, получившей название One Bucks Coffee. Её генеральным директором был назначен Никита Румянцев.
Под конец 2017 года количество открытых точек сети составляло 20. В связи с этим предприниматели вновь обратились к идее запустить производство кофе Zavod Coffee, что привело к инвестированию в проект ₽10 000 000 —12 000 000. Как итог, годом позднее Сергей Румянцев получил в своё распоряжение долю компании в 50%.

### One Price Coffee
В 2018 году Сергей искал партнёра для расширения сети. Поэтому он обратился к совладельцу сети «Максимус» Мерабу Усейнашвили. Поначалу консенсуса достигнуто не было, однако в итоге была основана One Price Coffee, а уже в апреле того же года открылась её первая точка. Для популяризации своего проекта партнёрами было принято решение запустить франшизу. Это привело к тому, что на конец 2019 года сеть насчитывала 126 точек, а выручка One Group составляла ₽46 000 000, из которых 25 000 000 являлись чистой прибылью. По итогам 2020 года количество открытых точек One Price Coffee увеличилось до 200, а показатель выручки возрос до ₽79 000 000.

### Сделка по покупке Coffee in
В апреле 2022 года компания One Group объявила о приобретении франшизы Coffee in. Сделка позволила компании значительно расширить свою сеть и добавить новый формат – кофейни самообслуживания. Бренд Coffee in был основан в 2016 году в Челябинске предпринимателем Владиславом Петлюком. На момент продажи было открыто 130 точек. Сеть проработала в 5 странах и 80 городах России. Coffee in продолжает развиваться под своим брендом, а бывший владелец сети Владислав Петлюк остается экспертным консультантом One Group.

## Коммерческий успех
В мае 2023 года Telegram-каналом New Media был опубликован рейтинг вовлечённости страницы ВКонтакте, составленный на основе данных сервиса Jagajam. Сообщество One Price Coffee было помещено на первую позицию этого списка.
По данным сайта «Моллы», в июле 2022 года One Price Coffee входила в тройку лучших по количеству кофеен в России и возглавляла топ-10 кофешопов Европы по динамике развития.

## Конфликты
В 2018 году американская компания «Старбакс» подала иск в Арбитражный суд Москвы к ООО «Завод кофе», в качестве требований выдвигая необходимость прекратить использование обозначений One Bucks Coffee, Bucks Coffee и Bucks. Уже к окончанию 2020 года «Старбакс» выиграла дело в трёх инстанциях, вслед за чем в апреле 2021 года состоялось подписание мирового соглашения между Starbucks Corporation и One Group, в результате которого названиях всех точек One Bucks Coffee были изменены на One Price и One Special.